# Liliana Ibáñez
Liliana Ibáñez López (Celaya, estat de Guanajuato, 30 de gener de 1991) és una nedadora mexicana. Va formar part de la delegació mexicana als Jocs Olímpics de Rio de Janeiro 2016.
Als Jocs Olímpics de Londres 2012 acabà en lloc 26 en els 200 metres estilo lliure. El 2013 baté el rècord mexicà en la prova dels 100 metres lliures al Campionat Mundial de Natació a Barcelona amb temps de 0:55:70.